# Дело Доминика Пелико
В сентябре 2024 года Доминик Пелико, 71-летний мужчина из Мазана (юго-восток Франции), дал показания в суде о том, что он неоднократно подсыпал наркотики своей жене и, пока она была без сознания, насиловал её и приглашал изнасиловать её незнакомцев. В течение девяти лет, с июля 2011 года по октябрь 2020 года, Жизель Пелико, не знавшая о совершаемом в её отношении насилии, была изнасилована 92 раза 72 мужчинами, а её муж снимал это на видео. Факт насилия был обнаружен только в сентябре 2020 года, когда Доминик Пелико был арестован за то, что делал в супермаркете апскёрт-фотографии. После этого полиция обнаружила на его компьютере тысячи фотографий и видео изнасилований. Пелико также обвиняется в том, что он обучил Жана-Пьера Марешаля накачивать наркотиками и насиловать его жену. Судебный процесс в Авиньоне над Домиником Пелико и 50 другими мужчинами, обвиняемыми в изнасилованиях, начался 2 сентября 2024 года. 19 декабря 2024 года суд признал Доминика Пелико и остальных обвиняемых виновными и приговорил Пелико к 20 годам заключения, остальные 50 обвиняемых получили от 3 до 15 лет заключения.

## Предыстория
Доминик Пелико родился 27 ноября 1952 года в Кенси-су-Сенар в департаменте Эссон недалеко от Парижа. После школы он выучился на электрика и работал сначала в этой области, потом агентом по недвижимости, а затем стал техническим агентом по продажам пожарной сигнализации и компьютерного оборудования.
Именно в это время, в 1971 году, он встретил Жизель. Они поженились в апреле 1973 года в Азе-ле-Феррон (департамент Эндр). У них было два сына (Давид и Флориан) и дочь (Каролина), и они жили в пригороде Парижа Вилье-сюр-Марн.
Доминик Пелико много лет работал в Électricité de France. Жизель Пелико была бизнес-менеджером в той же компании. Пелико жил не по средствам и влез в долги — его старший брат Тьерри одолжил ему 75 000 евро, которые он так и не вернул. Его электротехническая исследовательская компания обанкротилась в 2001 году. Пара развелась, чтобы защитить свои активы от кредиторов Пелико, но снова поженилась 11 июля 2007 года.
В 2010 году Доминик был арестован за то, что заглядывал под юбки покупательниц супермаркета Carrefour в Коллежьене, департамент Сена и Марна. Его оштрафовали на 100 евро, но его жене не сообщили об инциденте.
В марте 2013 года Пелико переехали в Мазан (департамент Воклюз) — небольшой городок к северо-востоку от Авиньона, на юго-востоке Франции. Их трое детей и семеро внуков регулярно отдыхали с ними в арендованном в Мазане доме.

## Арест и расследование
Доминик Пелико был арестован 12 сентября 2020 года после того, как его задержал охранник за то, что он подглядывал, используя свой мобильный телефон, под юбки трёх покупательниц в супермаркете E.Leclerc в городе Карпантра, Воклюз. В его сумке были обнаружены видеокамера, фотоаппарат и презервативы. Во время допроса в полицейском участке Авиньона Пелико утверждал, что обычно он не делает ничего подобного и что его охватило желание так поступить, поскольку его жена отсутствовала дома в течение месяца. Он был освобождён под залог до окончания экспертизы двух его мобильных телефонов, ноутбука и другого цифрового оборудования, которое было изъято у него дома.
Экспертиза изъятого оборудования Пелико показала, что он был участником закрытого чата под названием à son insu («без её/его ведома») на веб-сайте Coco.gg, в котором участники обсуждали совершение сексуальных действий со своими партнерами без согласия последних, часто после введения им наркотиков. Веб-сайт, зарегистрированный в Гернси, принадлежал болгарской компании Vinci SA и управлялся Исааком Штайделем. Только с 2021 по 2024 год сайт был связан с более чем 23 000 уголовных дел во Франции и был закрыт в июне 2024 года. В чатах Пелико приглашал других мужчин изнасиловать его жену и посмотреть видеозаписи изнасилований. Также были найдены сообщения в Skype, в которых он хвастался тем, что накачал жену наркотиками и пригласил незнакомцев изнасиловать её, пока она без сознания.
На USB-накопителе, подключённом к компьютеру Пелико, следователи обнаружили папку под названием ABUS («ЗЛОУПОТРЕБЛЕНИЕ»), содержащую более 20 000 изображений и видео изнасилований. На этих фото и видео Жизель была без сознания или спала. Доминик давал файлам говорящие заголовки, такие как ABUS / nuit du 26 mai 2020 avec Marc Sodo 5e fois («НАСИЛИЕ / ночь 26 мая 2020 года с Марком Содомия 5-й раз»), то есть указывал даты, имена виновных и характер действий. Это позволило следователям выявить 92 отдельных случая изнасилования, совершенных в отношении Жизель 72 разными мужчинами в период с июля 2011 года по октябрь 2020 года. Полиции потребовалось два года, чтобы установить личность и местонахождение большинства преступников. Только 50 насильников были опознаны. На момент изнасилования возраст преступников составлял от 21 до 68 лет.
Также были найдены фотографии двух невесток Пелико в душе, которые были сделаны и выложены в сеть без их согласия. Были найдены две фотографии его дочери Каролины Дарьян, когда ей было около 30 лет: она лежала в постели без сознания, как будто под наркозом, и была одета в нижнее белье своей матери. Пелико не признался в жестоком обращении с Каролиной.

## Повторный арест и признание
2 ноября 2020 года Доминик и Жизель Пелико были вызваны в полицию для дачи показаний. Полиция допрашивала Жизель об их сексуальной жизни, и она сказала им, что они никогда не занимались обменом жёнами или сексом втроём. Ей показали фотографию, но она не узнала мужчину и женщину, «спящих» на фотографии. Офицер спросил, принадлежат ли кровать и стол на фотографии семье Пелико, но Жизель все ещё не узнавала себя. Но когда ей показали вторую фотографию, она наконец поняла, что с ней произошло. В период с 2011 по 2020 год её изнасиловали около 200 раз, сначала в Париже, а затем в Мазане. Её «мир рухнул».
Доминик Пелико был повторно арестован 2 ноября 2020 года и обвинён в изнасиловании при отягчающих обстоятельствах, употреблении наркотиков и многочисленных других сексуальных преступлениях. Его также обвинили в нарушении частной жизни его жены, дочери и двух невесток путём незаконной записи и периодического распространения их интимных фотографий. Пелико признал свою вину. Он рассказал, что получал удовольствие, наблюдая, как другие мужчины издеваются над его женой.
По словам Пелико, насилие началось после того, как его жене прописали лоразепам (Теместу), анксиолитический препарат, который вызывал у неё сонливость. Он воспользовался этим, тайно добавляя Теместу в еду и напитки своей жены, в результате чего она теряла сознание, что позволяло ему совершать сексуальные действия, такие как анальный секс, от которых его жена отказывалась. Он снимал на видео насилие, иногда совершавшееся после того, как он принимал «виагру», и делился снятым в Интернете. Он приглашал незнакомцев из Интернета посмотреть, как он насилует свою жену, а в других случаях он «предлагал» свою жену другим. В конце концов Доминик начал получать таблетки от своего врача, чтобы давать их жене — по данным кассы больничного страхования, Пелико получил рецепты на 450 таблеток анксиолитиков всего за год.
Изнасилования проходили по одной и той же схеме: Доминик просил преступника припарковаться подальше от дома, чтобы его не заметили, и подождать около часа, пока на Жизель подействуют таблетки. Преступников заранее просили не пользоваться духами и не курить, так как у Жизель острое обоняние. Им предлагалось раздеться на кухне или в гостиной, чтобы ничего не оставить в спальне, и согреть руки на батарее или в горячей воде, чтобы не разбудить Жизель. Пелико требовал, чтобы преступники не использовали презервативы. Один из преступников, совершивший шесть изнасилований, был ВИЧ-инфицирован. В результате у Жизель обнаружили четыре инфекции, передающиеся половым путем, хотя она не заразилась ВИЧ или гепатитом В и С. После изнасилования Пелико мыл тело своей жены. Никаких денежных обменов между Пелико и другими преступниками не было. Предположительно Доминик вступал в гомосексуальные отношения с некоторыми из обвиняемых, в то время как другие поставляли препараты, используемые для одурманивания Жизель.
Приём психотропных препаратов и изнасилования нанесли огромный ущерб здоровью Жизель. У неё выпадали волосы, и она потеряла почти 16 кг веса. В последние годы жизни в Париже она начала терять память — её дети и друзья опасались, что у неё болезнь Альцгеймера (антероградная амнезия — одно из последствий приёма лоразепама). Потеря памяти и утомляемость усилились после того, как она переехала в Мазан. Однажды Жизель проснулась со стрижкой, о которой не помнила. Она пошла к своему парикмахеру, тот сказал ей, что она подстриглась накануне. Она также жаловалась на боль в шейке матки. Жизель много раз обращалась за медицинской помощью, но её всегда сопровождал Доминик Пелико, который утверждал, что её симптомы были вызваны переутомлением, которое она испытывала, ухаживая за внуками в Париже. Никто из врачей не подозревал, что симптомы вызваны насилием. Узнав о насилии, Жизель покинула супружеский дом всего с двумя чемоданами. Позже она развелась с мужем и сменила фамилию.
Несмотря на то, что он признал свою вину и назвал себя насильником во время суда, Пелико однажды заявил, что не считает, что сделал что-то плохое, и утверждал, что спас свою жену от страданий, накачивая её наркотиками. Он рассказал назначенному следственным судьей следователю по личностям (enquêteur de personnalité), что ему было 9 лет, когда он был изнасилован медбратом во время прохождения лечения в клинике после нанесённой его братом черепно-мозговой травмы. Однако, по словам его брата Тьерри, их мать навела справки в клинике и обнаружила, что в то время, когда Пелико утверждал, что его изнасиловали, там не было ни одного медбрата. Тьерри заявил, что не верит заявлению своего брата. Пелико рассказал следователю, что его отец был жесток с его матерью, но, по словам Тьерри, хотя их родители и ссорились, единственным проявлением насилия, свидетелем которого он стал, было то, что его отец ударил мать один или два раза. Пелико также утверждал, что его карьерные амбиции были ограничены тем фактом, что его родители вложили все свои сбережения в медицинское обучение его брата, однако Тьерри отрицает это утверждение, утверждая, что его обучение оплачивалось стипендией.
Дочь Пелико Каролина Дарьян опубликовала в 2022 году книгу о деле под названием Et j'ai cessé de t'appeler Papa : Quand la soumission chimique frappe une famille («И я перестала называть тебя папой: когда химическое подчинение разрушает семью»). Она основала некоммерческую организацию M'endors pas («Не усыпляй меня»), чтобы привлечь внимание общественности к опасностям преступлений, совершаемых с использованием наркотиков. Она подала гражданский иск против отца.

## Подражание изнасилованиям
Помимо жестокого обращения с женой, Пелико обвиняется в подготовке Жана-Пьера Марешаля к совершению такого же жестокого обращения с его собственной женой. В период с 2015 по 2020 год Пелико регулярно приезжал к Марешалю домой в Дром, чтобы «тренировать» его. Пелико и Марешаль обвиняются в десятикратном изнасиловании жены Марешаля. Жан-Пьеру Марешалю не предъявлено обвинение в изнасиловании Жизель Пелико.

## Обвинение и суд
19 июня 2023 года Гвенола Журно, следственный судья Авиньонского суда, опубликовала 370-страничный отчет, в котором 51 мужчине предъявлены обвинения в изнасиловании. 52-й подозреваемый умер от рака до ареста.
Возраст обвиняемых составляет от 25 до 72 лет, и они представляют разные слои общества: пожарный, ИТ-специалист, журналист, медбрат, сантехник, тюремный охранник и водитель грузовика. У многих есть семьи и дети, 41 из них живут в Воклюзе. Большинству из них предъявлено обвинение в одном случае изнасилования, но некоторым — в совершении нескольких преступлений, включая одного, которому предъявлено обвинение в шести случаях изнасилования. Пятеро мужчин также обвиняются в хранении изображений сексуального насилия над детьми. Восемнадцать обвиняемых на сентябрь 2024 года находятся под стражей (16 по этому делу и двое по другим делам), а 33 на свободе, но под судебным надзором. Обвиняемым грозит тюремное заключение сроком до 20 лет, если их признают виновными.
Некоторые из обвиняемых признали свою вину, в то время как другие утверждают, что действия были по обоюдному согласию или что Жизель притворилась спящей или согласилась на то, чтобы её накачали наркотиками. Некоторые утверждали, что у них было разрешение Доминика Пелико и этого им было достаточно. Двенадцать обвиняемых обжаловали обвинительное заключение, но 5 октября 2023 года Апелляционный суд Нима отклонил апелляцию.
Судебный процесс над Домиником Пелико, Жан-Пьером Марешалем и 49 другими обвиняемыми в Авиньонском суде начался 2 сентября 2024 года. Прокурор и несколько адвокатов защиты просили, чтобы судебный процесс был закрытым, однако Жизель Пелико выступила против этого и через своего адвоката потребовала, чтобы процесс был публичным, чтобы все знали, что она пережила. После обсуждения дела пятью профессиональными судьями председательствующий судья Роже Арата объявил, что судебный процесс будет открытым.
Во время суда Доминик Пелико был госпитализирован с почечной инфекцией и камнями в почках, но дал показания, в которых признал все выдвинутые против него обвинения.
19 декабря 2024 года суд признал Доминика Пелико и остальных обвиняемых виновными и приговорил Пелико к 20 годам заключения, остальные 50 обвиняемых получили от 3 до 15 лет заключения.

## Протесты
14 сентября 2024 года феминистские организации организовали акции протеста в 30 районах по всей Франции, чтобы выразить солидарность с Жизель и другими жертвами сексуального насилия. В демонстрациях приняли участие 700 человек на площади Республики в Париже и 200 человек у Дворца правосудия в Марселе.
В октябре протесты с требованием принять во Франции более серьёзные меры против сексуализированного насилия продолжились.

## Связанные случаи
Доминик Пелико был замешан ещё в двух преступлениях. 4 декабря 1991 года 23-летняя агент по недвижимости Софи Нарме была найдена мертвой, обнажённой и лежащей лицом вниз на ковре в квартире, которую она должна была показать клиенту в XIX округе Парижа. Её изнасиловали, а затем задушили ремнём. Полиция первоначально связала дело с серийным убийцей Мишелем Фурнире, а потом приписала неуловимому сексуальному преступнику по прозвищу «Ле Греле». Дело оставалось нераскрытым в течение 30 лет, пока не были обнаружены сходства с изнасилованиями в Мазане. 14 октября 2022 года Доминику Пелико было предъявлено обвинение в изнасиловании и убийстве Софи Нарме, но он отрицает это обвинение.
11 мая 1999 года мужчина попытался изнасиловать 19-летнюю агента по недвижимости Эстеллу Б., когда она показывала ему квартиру в Вильпаризи, департамент Сена и Марна, в пригороде Парижа, но жертве удалось сбежать, оказав сопротивление. После ареста Пелико в Коллежьене в 2010 году было обнаружено, что его ДНК совпадает с ДНК, обнаруженной на обуви Эстеллы Б. в 1999 году. Полиция не стала расследовать это дело, и Пелико смог продолжить свою преступную деятельность. После ареста в 2020 году ДНК Пелико снова совпала с ДНК из дела Вильпаризи, и Пелико после ряда отрицаний признался в попытке изнасилования Эстеллы.